# Rzędziny
Rzędziny (in tedesco Nassenheide) è una frazione del comune rurale di Dobra del distretto di Police, nel voivodato della Pomerania Occidentale, nella Polonia settentrionale, in prossimità del confine tedesco.

## Storia

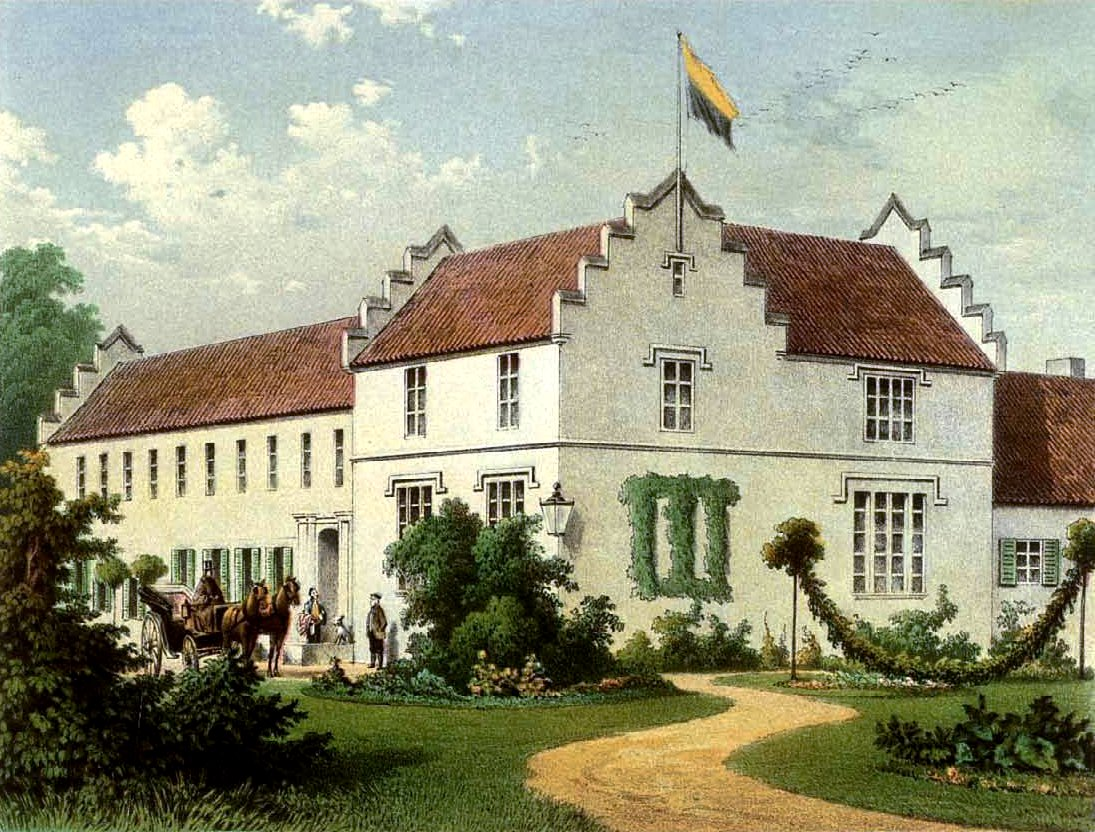
Maniero degli Arnim nel 1860, Collezione Alexander Duncker

Prima del 1945 apparteneva alla Germania, e fino al 1918 al Regno di Prussia, col nome di Nassenheide; dopo la sconfitta della Germania nella seconda guerra mondiale Nassenheide è stata annessa al nuovo stato polacco.
A Nassenheide era posta la fastosa residenza appartenuta tra la fine del XIX e i primi anni del XX secolo alla famiglia von Arnim, descritta nel romanzo semiautobiografico di Elizabeth von Arnim Il giardino di Elizabeth. L'antica costruzione fu distrutta nel corso di un bombardamento aereo durante la seconda guerra mondiale.